# 일시적 계약
일시적 계약(一時的契約)은 급부가 대금의 지급·목적물의 인도 등과 같이 일시적·일회적 이행행위(履行行爲)에 의하여 실현되고 시간적 계속성을 갖지 않는 일시적 법률관계에 그치는 계약, 예컨대 매매·증여·교환과 같은 것을 가리킨다. 한편, 채무의 내용이 되는 급부의 실현이 시간적 계속성을 갖는 계약, 예컨대 임대차·고용·위임·임치·소비대차·사용대차·조합·종신 정기금 등을 계속적 계약(繼續的契約)이라 한다. 그러나 일시적 계약과 계속적 계약을 구별하는 표준이 되는 <급부의 계속성>은 상대적 개념이다. 따라서, 급부가 계속적인가 일시적인가는 개개의 계약의 취지에 의하여 결정된다. 하루뿐인 대본(貸本) 등은 일시적 임대차 계약이라고 보아야 할 것이며, 신문이나 우유를 매일 배달시키는 경우는 계속적 매매계약으로 보아야 할 것이다. 이 후자의 경우를 "계속적 공급계약(回歸的供給契約)"이라 한다. 계속적이냐 일시적이냐에 따라 법리(法理)를 달리한다. 해제는 일시적 계약에, 해지는 계속적 계약에서 적용된다.